# Helmut Lahrkamp
Helmut Lahrkamp (* 7. Dezember 1922 in Bonn; † 22. Dezember 2007 in Münster) war ein deutscher Historiker und Archivar. Lahrkamp war von 1961 bis 1985 Leiter des Stadtarchivs Münster.

## Leben
Helmut Lahrkamp besuchte das Gymnasium Theodorianum in Paderborn, wo er 1941 das Abitur bestand. Wenig später wurde er in die Wehrmacht eingezogen und nahm während des Zweiten Weltkrieges am Russlandfeldzug teil. Nach einer schweren Verwundung 1944 erlebte er das Kriegsende im Lazarett. Kurz darauf begann er ein Studium der Geschichte, Kunstgeschichte und Latein an der Georg-August-Universität in Göttingen, das er mit dem Staatsexamen für das Höhere Lehramt abschloss. An der philosophischen Fakultät der Westfälischen Wilhelms-Universität in Münster promovierte er im Dezember 1949 mit einer Dissertation über Ferdinand von Fürstenberg. Sein Doktorvater war der Historiker Anton Eitel. Die Arbeit wurde erweitert 1953 mit dem Titel Ferdinand von Fürstenberg in seiner Bedeutung für die zeitgenössische Geschichtsforschung und Literatur im Münsteraner Regensberg Verlag veröffentlicht.
1951 wurde Lahrkamp in den Archivdienst des Landes Nordrhein-Westfalen übernommen, wo er von 1952 bis 1954 eine Ausbildung an der Archivschule Marburg und am Staatsarchiv Detmold absolvierte. Nach einer Tätigkeit als Archivassessor am Staatsarchiv Münster ab 1954 wechselte er von 1958 bis 1961 als Archivrat an das Hauptstaatsarchiv Düsseldorf. Im November 1961 wurde ihm die Leitung des Stadtarchivs Münster übertragen, als Nachfolger von Joseph Prinz. Unter seiner Leitung wurden bessere und großzügigere Räumlichkeiten für das Archiv geschaffen. Es war zunächst im Krameramtshaus untergebracht, zog aber 1978 in das umgebaute Kapellengebäude des Lotharinger Klosters um. Dafür wurde die ehemalige Kapelle komplett unterkellert und erhielt moderne Rollregalanlagen. Das Erdgeschoss beherbergte Angestelltenbüros, im Obergeschoss wurde ein Lesesaal eingerichtet.
Große Verdienste erwarb sich Lahrkamp bei der Erschließung und Veröffentlichung von Quellen zur Stadtgeschichte von Münster. Er war Herausgeber und Mitautor der Quellen und Forschungen zur Geschichte der Stadt Münster, der Schriftenreihe des Stadtarchivs. Die Reihe war bereits 1898 erstmals publiziert worden und startete 1961 als Neue Folge. Seine weiteren Forschungsschwerpunkte waren u. a. biografische Studien zu Persönlichkeiten der letzten Jahrhunderte. Er war Mitautor für die Neue Deutsche Biographie und bearbeitete einige Bände der Reihe Acta Pacis Westphalicae, vor allem Beiträge mit Ratsprotokollen zum Westfälischen Friedenskongress. Auch nach seiner Pensionierung als Archivdirektor im Dezember 1986 war er weiterhin publizistisch tätig. Seine Werke Dreißigjähriger Krieg, Westfälischer Frieden von 1997 und das 1999 erschienene Unter dem Krummstab wurden in kürzester Zeit in mehreren Auflagen verlegt.
Helmut Lahrkamp starb am 22. Dezember 2007, kurz nach seinem 85. Geburtstag, in Münster.

## Veröffentlichungen (Auswahl)

### Autor
- Ferdinand von Fürstenberg in seiner Bedeutung für die zeitgenössische Geschichtsforschung und Literatur. (Dissertationsschrift), Regensberg, Münster 1953.
- Die Kavalierstour des Philipp Bernhard Freiherrn von Virmond im Jahre 1639. Kreiskulturamt, Kempen 1960.
- Jan von Werth. Sein Leben nach archivalischen Quellenzeugnissen. Der Löwe Reykers, Köln 1962.
- Bevölkerung und Topographie Münsters um 1770. Aschendorff, Münster 1980, ISBN 978-3-402-05536-6.
- Dreißigjähriger Krieg, Westfälischer Frieden. Eine Darstellung der Jahre 1618−1648. Aschendorff, Münster 1997, ISBN 978-3-402-05166-5.
- Unter dem Krummstab. Münster und das Münsterland nach dem westfälischen Frieden bis zum Sturz Napoleons. Aschendorff, Münster 1999, ISBN 978-3-402-05167-2.

### Herausgeber
- Kriegsabenteuer des Rittmeisters Hieronymus Christian von Holsten. 1655−1666. Steiner, Wiesbaden 1971.
- Beiträge zur Stadtgeschichte. Aschendorff, Münster 1984, ISBN 978-3-402-05538-0.
- Beiträge zur neueren Stadtgeschichte. Aschendorff, Münster 1987, ISBN 978-3-402-05539-7.
- Das Drama der „Wiedertäufer“. Aschendorff, Münster 2004, ISBN 978-3-402-05342-3.